# Tropická bouře Beryl (2000)
Tropická bouře Beryl byla 5. bouří atlantické hurikánové sezóny 2000 a druhou pojmenovanou. Zformovala se 13. srpna v Mexickém zálivu a rozptýlila se o dva dny později na území Mexika. Nejvyšší rychlost větru byla 85 km/h. Beryl měl jednu lidskou oběť, škody se odhadují na 27 000 dolarů USD.

## Postup
Bouře se zformovala 13. srpna v Mexickém zálivu. Nejdříve to byla tropická deprese, což je nejnižší stupeň na Saffirově–Simpsonově stupnici hurikánů. Než ale dorazila na pevninu, stihla zesílit na tropickou bouři. Vítr dosahoval rychlosti až 80 km/h. Na území Mexika bouře zeslábla opět na tropickou depresi a rozptýlila se.